# Ervin Acél

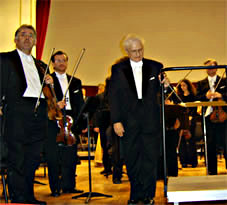
Ervin Acél, 2005, Filarmonica din Oradea

Ervin Acél (n. 3 iunie 1935, Timișoara, România – d. 24 august 2006, Viena, Austria) a fost un dirijor și pedagog român și maghiar, de origine evreiască.

## Biografie
S-a născut la Timișoara în familia medicului stomatolog Mór Acél și a lui Milina născută Harnik, tehniciană dentară. A studiat la Liceul de Muzică din Timișoara, fiind elevul pianistei Lili Havas, apoi la Conservatorul din București (1953-1957), cu Victor Iusceanu (teorie-solfegiu), Paul Constantinescu (armonie), Silvia Căpățână (pian), Adriana Sachelarie și George Breazul (istoria muzicii), Constantin Silvestri (dirijat orchestră), Ion Vicol (dirijat coral) și la Conservatorul din Cluj (1958-1960) la Antonin Ciolan și Anton Ronai (dirijat orchestră), Izolda Erdély (istoria muzicii).
A debutat la Filarmonica din Botoșani (4 octombrie 1960), unde a rămas dirijor permanent o scurtă perioadă (1960-1963), preluând apoi - prin concurs - funcția de dirijor al Filarmonicii din Oradea (1965-1992). A fost și profesor de pian la Filarmonica din Botoșani din 1960 până 1963. A urmat cursuri de specializare la Hilversum (Olanda) cu Jean Fournet. A rămas la Oradea ca director artistic până în 1992.
În perioada 1981-1983 a fost directorul artistic de la opera din Istanbul. 
A inițiat, ca primul dirijor în România, în 1989 la Oradea - Băile Felix, cursuri de vară de dirijat orchestră, printre elevii săi numărându-se Andrea Riderelli (Italia), Paul Murphy (Anglia), Guillaume Boulay și Frederik Rabemanjara (Franța), Dan Rațiu, Cristian Neagu, Paul Cristian Staicu etc.
Din 1992 a activat ca dirijor în Ungaria și director la Filarmonica din Szeged. A întreprins turnee artistice în Iugoslavia, URSS, Italia, Germania, Austria și mai târziu în Asia (Taiwan, Coreea de Sud, Japonia), conducând Staatskapelle din Dresda, Filarmonica din Washington, Columbus Symphony Orchestra (SUA), Szeged Philharmony Orchestra, Philharmonica Hungarica etc.
A participat la numeroase festivaluri muzicale internaționale (Giornale Musicale din Vicenza). Paralel cu funcția sa de dirijor a depus o intensă activitate pedagogică,  având numeroși elevi din diverse țări. Acél vorbea, în afară de română și maghiară, germana, italiana și engleza. A colaborat cu Mario Del Monaco, Irene Oriver, Igor Oistrah, Robert Soetens, Monique Haas, Magda Tagliafero, Rosa Fein, Ryazard Bakst, Dmitri Alexeev, Antonio Barosa, Sebastian Benda, Takeihiro Hirai, Agnes Baltsa ș.a. A abordat deopotrivă repertoriul simfonic și cel de operă, fiind atras în special de muzica în stil baroc și de cea clasică vieneză, la loc de frunte situându-se partiturile maeștrilor austrieci care au activat în Oradea (Michael Haydn, Carl Ditters von Dittersdorf). Mai târziu s-a specializat în muzica lui Béla Bartók și Zoltán Kodály.
Din 1996 a predat dirijatul la Universitatea de Muzică și Artă Dramatică din Viena împreună cu Leopold Hager având mult succes și popularitate.
În 1999 s-a întors ca director artistic la Filarmonica de Stat din Oradea. Urmează o perioadă de navete între Oradea, Szeged și Viena și multe turnee. Începe să predea în cadrul Wiener Musikseminar-ului cursuri de vară de arta dirijatului, având-o ca asistentă pe Elena Casella din Italia.
După o lungă și grea boală s-a stins din viață în 24 august 2006 la Viena. A fost înmormântat în satul Kőszegszerdahely, unde a locuit ultimii ani, lângă orașul Kőszeg din Ungaria.

### Viață privată
Acel a fost căsătorit cu Erzsébet, arhitectă, și a avut un fiu - András.

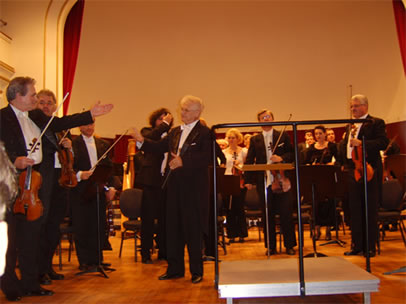
Ervin Acél în ultimul an al vieții

## Distincții
- Medalia Meritul Cultural clasa I (12 septembrie 1968) „pentru merite în activitatea muzicală”[7]

## Discografie
- Albinoni, Jean-Marie Leclair, Mozart: Piese pentru vioară și orchestră (ECE-02949)
- Johann Sebastian Bach: 3 concerte pentru 2 clavecine și orchestră și 2 Concerte pentru 3 clavecine și orchestră (ST-ECE 03251/03252)
- Johann Sebastian Bach: 7 concerte pentru clavecin și orchestră (ECE-02832/02833/02834)
- Max Bruch; Pablo de Sarasate; Henryk Wieniawski: Piese pentru vioară și orchestră (ECE-02955)
- Piotr Ilici Ceaikovski: Serenada pentru orchestră de coarde (ECE-02603)
- Georg Friedrich Händel: Concerti grossi, op. 6 (ECE-02734/02735/02736/02737)
- Georg Friedrich Händel: Concertele nr. 1, nr. 3 și nr. 13 pentru orgă și orchestră (ST-ECE-02893)
- Johann Michael Haydn: 2 simfonii (ECE-01193)
- Georg Friedrich Händel: Simfonia în Si bemol major (ECE-02826)
- Wolfgang Amadeus Mozart: Concertele nr. 2 și nr. 3 pentru vioară și orchestră (ECE-02891)
- Wolfgang Amadeus Mozart: Concertele nr. 1 și nr. 2 pentru flaut și orchestră (ECE-02948)
- Franz Schubert: Simfoniile nr. 1 și nr. 4 "Tragica" (ST-ECE-03345)